# El Matmar
El Matmar (în arabă المطمار) este o comună din provincia Relizane, Algeria.
Populația comunei este de 17.442 de locuitori (2008).